# Zeche Dachs & Grevelsloch
Die Zeche Dachs & Grevelsloch war ein Steinkohlenbergwerk in der Gemarkung Hiddinghausen der Stadt Sprockhövel in Nordrhein-Westfalen (Deutschland). Sie befand sich an der Aqueldruft zwischen Rennebaum (Ortslage im Süden von Hiddinghausen nahe Haßlinghausen) und Silschede (heute ein Stadtteil von Gevelsberg). Das Bergwerk war auch unter den Namen Zeche Dachs & Grebelsloch, Zeche Dachs & Grevensloch und Zeche Dachs & Fuchsloch altes Werck bekannt. In der 2. Hälfte des 19. Jahrhunderts wurde auf dem Bergwerk auch Kohleneisenstein abgebaut.

## Grubenfeld und Geologie
Das Grubenfeld des Bergwerks befand sich in der Herzkämper Mulde. Das Grubenfeld hatte eine Länge von 2,55 Kilometern. Als Hauptflöze sind hier das Flöz Breitebank, das Flöz Schmalebank und das Flöz Siepen vorhanden. Bei diesen Flözen handelt es sich nach der Einheitsbezeichnung um die Flöze Dreckbank, Hauptflöz und Neuflöz. Flöz Breitebank hatte eine Mächtigkeit von fünf Fuß. Hiervon waren vier Fuß reine Kohle, der Rest war ein Zwischenmittel das aus Brandschiefer zusammengesetzt war. Die Flöze machen in der Lagerstätte zunächst eine Muldenwendung nach Norden und streichen anschließend weiter in östlicher Richtung fort. Die Flöze fallen in nördlicher Richtung sehr steil ein. So lag das Einfallen der Flöze bei 55 bis 66 Gon.

## Geschichte

### Die Anfänge
Bereits in einer älteren Urkunde wird der als Gerenbecke bezeichnete Bereich als Anfangspunkt für bergbauliche Tätigkeiten genannt. In diesem Bereich befanden sich die drei Kohlenbänke Siepen, Schmale Bank und Breite Bank. Im Jahr 1715 erfolgte die Verleihung von zwei Grubenfeldern an Johann Rotthaus. Nach der Verleihung erfolgte die Umbenennung der beiden Längenfelder in Dachs & Grevelsloch. Im Jahr 1739 wurde das Bergwerk vermessen. Nach der Vermessung war das Bergwerk für mehrere Jahre in Betrieb. Im Jahr 1755 waren als Gewerken die Erbengemeinschaft Ilberg, die Erben Cramer und die Familie Leveringhaus eingetragen. Schichtmeister auf dem Bergwerk waren Melchior Keßeler und Johann Diedrich Westermann. Am 23. September des Jahres 1766 wurde das Bergwerk erneut vermessen. Diese Vermessung wurde als Revisionsmessung protokolliert. Im Jahr 1775 wurde auf mehreren Flözen Abbau betrieben. Im Jahr 1784 kam es aus einem alten Grubenbau zu einem Wassereinbruch. Am 1. Juli des Jahres 1784 wurde das Bergwerk durch den Leiter des märkischen Bergreviers, den Freiherrn vom Stein, befahren. Die Zeche Dachs & Grevelsloch war eines von 63 Bergwerken, welche vom Stein auf seiner Reise durch das märkische Bergrevier befuhr. Vom Stein machte in seinem Protokoll Angaben über den weiteren Zustand des Bergwerks. Insbesondere bemängelte er die hohe Anzahl der auf dem Bergwerk tätigen Transportarbeiter. Am 14. Juli des Jahres 1792 wurde ein Rechtsfall, der auch die Gewerken von Dachs & Grevelsloch betraf, negativ entschieden. Hintergrund dieses Verfahrens war, dass die Gewerken von Dachs & Grevelsloch ihr Grubenfeld über einen Stollen der Zeche Freier Vogel lösen lassen wollten. Dies hätte die Gewerkschaft des Schlebuscher Erbstollens in ihren Rechten maßgeblich benachteiligt, zumal auch die Gewerken von Dachs & Grevelsloch große Anteile an Freier Vogel hielten. Aus diesem Grund untersagte das Gericht die weitere Auffahrung des Freie-Vogel-Stollens zur Lösung des Feldes von Dachs & Grevelsloch.

### Der weitere Betrieb
Im Jahr 1795 war das Bergwerk in Betrieb. Die Bewetterung erfolgte über ein ausziehendes Lichtloch mittels Feuerkübeln. Das Lichtloch hatte eine Teufe von 40 Lachtern. Am 25. April des Jahres 1796 wurde das erstinstanzliche Urteil, das gegen die Lösung des Grubenfeldes durch den Freie Vogel Stollen ergangen war, durch das Geheime Ober-Tribunal bestätigt. Im Jahr 1799 wurde das Bergwerk für mehrere Jahre stillgelegt. Im Jahr 1821 wurde das Bergwerk wieder in Betrieb genommen. Das Grubenfeld wurde über den Schacht Aurora weiter aufgeschlossen. Der Schacht gehörte zur Zeche Adler und war als gebrochener Schacht erstellt. Über den Schacht Aurora erfolgte auch die Förderung der abgebauten Kohlen. Im Jahr 1823 wurde der tonnlägige Schacht Theodor geteuft. Der Schacht wurde benötigt, da sich die Förderung am Schacht Aurora als sehr schwierig erwiesen hatte. Im Jahr 1827 wurde nach Angaben des märkischen Bergamtes das Bergwerk durch den Tiefen Schlebuscher Erbstollen gelöst. Abgebaut wurde im Flöz Breitebank mittels Pfeilerbau. Aufgrund des schlechten Hangenden musste die Firste mit verstärkten Kappen und einer verstärkten Zimmerung ausgebaut werden. Nachdem das Grubenfeld von Dachs & Grevelsloch durch den Tiefen Schlebuscher Erbstollen gelöst worden war, konnte man auf dem Bergwerk zum Tiefbau übergehen.
Im Jahr 1835 wurde mit den Teufarbeiten für den Schacht Rudolph begonnen. Der Schachtansatzpunkt für diesen seigeren Schacht befand sich Auf dem Ilberg. Die Rasenbank war bei einem Niveau von + 222 m NN. Im Jahr 1838 wurde Schacht Rudolph mit einer dampfgetriebenen Fördermaschine ausgerüstet. Noch im selben Jahr wurde der Schacht in Betrieb genommen. Ab dem Jahr 1839 fanden keine Ausrichtungsarbeiten mehr statt. In mehreren Örtern wurden weitere Vorrichtungsarbeiten durchgeführt. So wurden der Querschlag nach Süden zum Flöz Breitebank und der Querschlag nach Norden ins Flöz Schmalebank weiter aufgefahren. Im Jahr 1846 waren die Schächte Rudolph und Theodor in Betrieb. Im Jahr 1850 warf das Bergwerk Ausbeute ab. Im Jahr 1854 wurden die Teufarbeiten an Schacht Rudolph wieder aufgenommen und der Schacht wurde bis zur Erbstollensohle des Dreckbänker Erbstollens tiefer geteuft. Im Jahr 1855 wurde das Fördermaschinengebäude errichtet. Ebenfalls in 1855 wurde ein Dampfgöpel von der Zeche Vereinigte Trappe gekauft. Das Bergwerk gehörte zu diesem Zeitpunkt zum Bergrevier Schlebusch. Im Jahr 1856 wurde der Dampfgöpel für die Schachtförderung installiert. Noch im selben Jahr wurde der Dampfgöpel an Schacht Rudolph in Betrieb genommen. Zusammen mit der Zeche Vereinigte Kaninchen wurde im Feld von Neudachs & Grevelsloch abgebaut. Zu dieser Zeit war Schacht Rudolph der einzige noch aktive Schacht der Zeche Dachs & Grevelsloch.

### Die letzten Jahre
Im Jahr 1857 begann man, auf der eigenen Bergehalde eine Anlage von offenen Koksöfen zu installieren. Die Anlage, die als Bremmesche Kokerei bezeichnet wurde, bestand aus Bienenkorböfen. Mit der Anlage sollten die geförderten Kohlen des Bergwerks verkokt werden. Im Jahr 1858 wurde die Bremmesche Kokerei in Betrieb genommen. Bereits nach wenigen Jahren wurde die Kokerei im Jahr 1862 wieder stillgelegt. Im Jahr 1871 kam es unterhalb der Erbstollensohle des Dreckbänker Erbstollens zur Konsolidation zur Zeche Deutschland.  Dadurch bedingt kam es zur Abgabe des Schachtes Rudolph an diese Zeche. Oberhalb der Dreckbänker Erbstollensohle blieb Dachs & Grevelsloch für mehrere Jahre weiterhin eigenständig. Im Jahr 1887 waren die restlichen Kohlenvorräte abgebaut, aus diesem Grund wurde das Bergwerk zum Jahresende 1887 stillgelegt. Im Jahr 1889 wurde die Restberechtsame an die Zeche Deutschland abgegeben.

### Wiederinbetriebnahme
Im Jahr 1910 wurde das Bergwerk für einige Jahre wieder in Betrieb genommen. Im Jahr 1924 wurde ein Untersuchungsschacht bis auf eine Teufe von 35 Metern geteuft. Nachdem der Schacht die Teufe von 35 Metern erreicht hatte, wurden die Teufarbeiten wieder eingestellt. Im Jahr 1927 kam es zu einer erneuten Inbetriebnahme. Es wurde ein Schacht tonnlägig in Flöz Hauptflöz geteuft. Der Schacht, der den Namen Schacht Dachs erhielt, wurde bis auf eine flache Teufe von 60 Metern geteuft. In dieser Teufe wurde die 1. Sohle angesetzt. Im Jahr darauf wurde Schacht Dachs bis zu einer flachen Teufe von 100 Metern geteuft. In dieser Teufe wurde die 100-Meter-Sohle angesetzt. Endgültig wurde die Zeche dann 1929 geschlossen. Am 31. Oktober desselben Jahres wurde der Schacht verfüllt, anschließend wurden die Tagesanlagen abgebrochen. Die Berechtsame wurde 1937 zur Zeche Vereinigte Hermann zugeschlagen.

## Förderung und Belegschaft
Auf dem Bergwerk wurden hochwertige Schmiedekohlen abgebaut. Die ersten Förderzahlen stammen aus dem Jahr 1830, in diesem Jahr wurden 37.220 Scheffel Steinkohle gefördert. Die aus Flöz Breitebank stammenden Kohlen waren ziemlich milde. Die ersten bekannten Belegschaftszahlen stammen aus dem Jahr 1838, damals waren 28 Bergleute auf dem Bergwerk beschäftigt, die eine Förderung von etwa 2.000 Tonnen erbrachten. Im Jahr 1840 wurde eine Förderung von 101.312 Scheffel Steinkohle erbracht. Im Jahr 1842 wurden 25.197 preußische Tonnen Steinkohle gefördert. Im Jahr 1845 waren es mit 47 Beschäftigten annähernd 7000 Tonnen. Im Jahr 1850 wurde eine Förderung von 4676 Tonnen Steinkohle erbracht. Im Jahr 1855 wurde mit etwa 30 Beschäftigten eine Förderung von 2500 Tonnen Steinkohle erbracht.
Im Jahr 1859 wurden mit 92 Beschäftigten 3000 Tonnen Steinkohle gefördert. Im Jahr 1865 wurde mit 68 Beschäftigten 11.853 Tonnen Steinkohle gefördert. Im Jahr 1870 stieg die Förderung auf 15.491 Tonnen Steinkohle, die Belegschaftsstärke lag bei 69 Beschäftigten. Im Jahr 1872 wurden mit 90 Beschäftigten 14.903 Tonnen Steinkohle gefördert. Im Jahr 1874 wurden 11.087 Tonnen Steinkohle gefördert.  Im Jahr 1875 sank die Förderung auf 9738 Tonnen Steinkohle. Diese Förderung wurde mit 60 Beschäftigten erbracht. Im Jahr 1880 wurden mit 40 Beschäftigten 6364 Tonnen Steinkohle gefördert. Im Jahr 1887 wurde eine Förderung von 4250 Tonnen Steinkohle erbracht, die Belegschaftsstärke betrug in diesem Jahr 38 Beschäftigte. Nach der Wiederinbetriebnahme wurde im Jahr 1928 mit rund 40 Beschäftigten eine Förderung von über 8000 Tonnen erbracht. Dies sind die letzten bekannten Förder- und Belegschaftszahlen des Bergwerks.

## Heutiger Zustand
Heute wird noch ein ehemaliges Zechengebäude als Lagerraum/Garage genutzt.